# Bernardo Provenzano
Bernardo Provenzano (Corleone, 31 gennaio 1933 – Milano, 13 luglio 2016) è stato un mafioso italiano.

Foto segnaletica ritraente Bernardo Provenzano da giovane

Era detto Binnu u tratturi (Bernardo il trattore) per la violenza con cui eliminava i suoi nemici e anche Zu Binnu (Zio Bernardo), u ragioniere (il ragioniere) e u porcu (il maiale).
Membro di Cosa nostra, venne considerato il capo dei capi dell'organizzazione a partire dal 1995 fino al suo arresto, avvenuto l'11 aprile 2006 in una masseria di Corleone. Al momento della sua cattura, dopo una latitanza di 43 anni iniziata il 10 settembre 1963, risultava già condannato in contumacia a 12 ergastoli oltre ad avere ulteriori procedimenti giudiziari in corso.

## Biografia

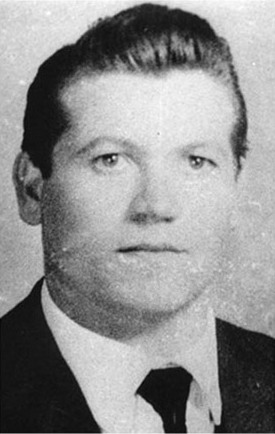
Bernardo Provenzano da giovane

### Gioventù
Nato a Corleone da una famiglia di agricoltori, terzo dei sette figli di Angelo Provenzano e Giovanna Rigogliuso, venne ben presto mandato a lavorare nei campi come bracciante agricolo insieme al padre, abbandonando la scuola senza finire la seconda elementare; suo insegnante privato di matematica era stato un giovane Vito Ciancimino. Fu in questo periodo che cominciò una serie di attività illegali, specialmente furto di bestiame e di generi alimentari, e si legò al mafioso Luciano Liggio, che lo affiliò alla cosca mafiosa locale. Nel 1954 venne chiamato per il servizio militare ma venne dichiarato "non idoneo" e quindi riformato. Secondo le indagini dell'epoca dei Carabinieri di Corleone, in quel periodo cominciò a occuparsi di macellazione clandestina di bestiame rubato nei terreni della società armentizia di contrada "Piano di Scala" a Corleone, insieme con Liggio e la sua banda. Liggio, Provenzano e Salvatore Riina erano il braccio armato di Michele Navarra che però, vista la loro arroganza e il ricorso alla violenza, decise di eliminarli ma i suoi uomini fallirono la missione; il 2 agosto 1958 gli uomini di Liggio assassineranno poi Navarra. Il 6 settembre seguente Provenzano partecipò a un conflitto a fuoco contro i mafiosi avversari Marco Marino, Giovanni Marino e Pietro Maiuri, in cui rimase ferito alla testa e arrestato dai Carabinieri del capitano Carlo Alberto dalla Chiesa, che lo denunciarono anche per furto di 6 bovini, di un fucile da caccia, di 7 quintali di formaggio e di 13 di cereali oltre alla macellazione clandestina e all’associazione per delinquere. Provenzano, interrogato durante la sua breve degenza in ospedale, raccontò di essere stato ferito da una persona sconosciuta mentre faceva una passeggiata dopo cena; dopo 17 giorni di ospedale si dileguò.

Ultima foto giovanile conosciuta di Provenzano nel 1959

### Anni sessanta
Il 10 settembre 1963 i Carabinieri di Corleone lo denunciarono insieme a Calogero Bagarella, per l'uccisione dei mafiosi Francesco Paolo Streva, Biagio Pomilla e Antonio Piraino (ex soldati di Michele Navarra) ma anche per associazione per delinquere e porto abusivo di armi: Provenzano si rese allora irreperibile, dando inizio alla sua lunga latitanza. Come racconterà Giovanni Brusca, che all'età di 12/13 anni portava loro da mangiare, Provenzano e Bagarella trovarono ospitalità dai D'Anna, altra famiglia vicina alla mafia. Nel giugno del 1969 venne assolto in contumacia per insufficienza di prove nel processo svoltosi a Bari per gli omicidi avvenuti a Corleone a partire dal 1958; la pubblica accusa aveva chiesto l'ergastolo per Provenzano, Riina e Liggio. Uscito indenne dal processo, Provenzano seguì Liggio a Milano.
Secondo le dichiarazioni di collaboratori di giustizia Antonino Calderone e Gaetano Grado, Provenzano partecipò alla cosiddetta «strage di viale Lazio» (10 dicembre 1969), spedizione punitiva a danno del boss Michele Cavataio. Un commando di sicari travestiti da finanzieri irruppe nell'ufficio di viale Lazio a Palermo dove si trovava Cavataio con i propri sodali: uno di loro tuttavia si mise a sparare anzitempo, scatenando un conflitto a fuoco nel quale Provenzano, armato con un mitragliatore MAB 38, rimase ferito alla mano, mentre Cavataio riuscì a uccidere Calogero Bagarella per poi cadere a terra ferito. Provenzano, ritenendolo ormai morto, gli si avvicinò; il boss si girò, gli puntò la pistola e cercò di sparare, ma aveva ormai esaurito le munizioni. Allora Provenzano (che aveva l'arma inceppata) lo colpì più volte con il calcio della mitraglietta alla testa, per poi finirlo con un colpo di pistola. Sempre secondo Calderone, Provenzano «era soprannominato "u' viddanu" e anche "u' tratturi". È stato soprannominato "u' tratturi" da mio fratello con riferimento alle sue capacità omicide e con particolare riferimento alla strage di viale Lazio, nel senso che egli tratturava tutto e da dove passava lui "non cresceva più l'erba"». Successivamente, per un certo periodo, Provenzano abbandonò la Lupara e si dedicò solamente alla gestione dell'organizzazione rappresentando il sempre più potente clan dei Corleonesi all'interno del "governo" provinciale considerando che Liggio si era trasferito a Milano.

### Anni settanta
Secondo i collaboratori di giustizia Tommaso Buscetta e Salvatore Contorno, nel 1974 Riina e Provenzano divennero i reggenti della famiglia di Corleone dopo l'arresto di Liggio, ricevendo anche l'incarico di reggere il relativo "mandamento". Nel marzo del 1978 Giuseppe Di Cristina, capo della Famiglia di Riesi, si mise in contatto con i Carabinieri e dichiarò che «Riina Salvatore e Provenzano Bernardo, soprannominati per la loro ferocia "le belve", sono gli elementi più pericolosi di cui dispone Luciano Liggio. Essi, responsabili ciascuno di non meno di quaranta omicidi, sono stati gli assassini del vice pretore onorario di Prizzi» ed erano anche responsabili «su commissione dello stesso Liggio, dell'assassinio del tenente colonnello Giuseppe Russo»; in particolare, Di Cristina dichiarò che Provenzano «era stato notato in Bagheria a bordo di un'autovettura Mercedes color bianco chiaro alla cui guida si trovava il figlio minore di Brusca Bernardo da San Giuseppe Jato». In ritorsione a tali dichiarazioni, il 30 maggio, sempre del 1978, Riina e Provenzano fecero uccidere Di Cristina (freddato da sei proiettili) e l'8 settembre successivo anche Giuseppe Calderone (alleato catanese dei Di Cristina, di Gaetano Badalamenti e di Stefano Bontate).
Le indagini dell'epoca condotte dai Carabinieri di Partinico dimostrarono che Provenzano trascorreva la sua latitanza prevalentemente nella zona di Bagheria ed aveva costituito diverse società attive nel settore immobiliare e in quello della fornitura di attrezzature mediche attraverso fidati prestanome, ossia il fratello Salvatore, la compagna Saveria Benedetta Palazzolo (che si diede anch'essa alla latitanza) e il geometra Giuseppe Lipari, impiegato dell'ANAS poi imputato nel maxiprocesso di Palermo; sempre secondo le indagini dei Carabinieri, tali società, che potevano contare su beni e investimenti dal valore di svariati miliardi di lire, erano state costituite nello studio del commercialista palermitano Giuseppe Mandalari (noto massone e candidato del MSI alle elezioni politiche del 1972, che aveva già amministrato i beni di Gaetano Badalamenti e Totò Riina) ed una di queste aveva tra i propri fornitori la ICRE, una fabbrica di metalli di proprietà di Leonardo Greco (indicato dal collaboratore di giustizia Totuccio Contorno come il capo della famiglia mafiosa di Bagheria). Nonostante queste importanti indagini, Provenzano non fu mai individuato.

### Anni ottanta
Nel 1981 Provenzano e Riina scatenarono la cosiddetta seconda guerra di mafia, con cui massacrarono le cosche Bontate-Inzerillo-Riccobono e insediarono una nuova "Commissione", composta soltanto da capimandamento a loro fedeli; durante le riunioni della "Commissione", Provenzano partecipò alle decisioni e all'organizzazione di numerosi omicidi eccellenti (come i delitti di Reina-Mattarella-La Torre) come esponente influente del mandamento di Corleone e anche per proteggere gli interessi di Vito Ciancimino, principale referente politico dei corleonesi. Infatti, negli anni successivi il collaboratore di giustizia Nino Giuffrè dichiarerà che Riina e Provenzano «non si alzavano da una riunione se non quando erano d'accordo».

### Anni 1990
Nel 1993, dopo l'arresto di Riina, Provenzano fu il paciere tra la fazione favorevole alla continuazione delle stragi contro lo Stato (Leoluca Bagarella, Giovanni Brusca, i fratelli Filippo e Giuseppe Graviano, Matteo Messina Denaro) e l'altra contraria (Michelangelo La Barbera, Raffaele Ganci, Salvatore Cancemi, Matteo Motisi, Benedetto Spera, Antonino Giuffrè, Pietro Aglieri). Secondo il collaboratore di giustizia Vincenzo Sinacori, Provenzano riuscì a porre la condizione che gli attentati avvenissero fuori dalla Sicilia, in "continente", mentre l'altro collaboratore Salvatore Cancemi dichiarò che, durante un incontro, lo stesso Provenzano gli disse che "tutto andava avanti" riguardo alla realizzazione degli attentati dinamitardi a Roma, Firenze e Milano, che provocarono numerose vittime e danni al patrimonio artistico italiano.
Sempre nel 1993 in una riunione a Villabate, si decise che sia Bernardo Provenzano che Leoluca Bagarella dovessero reggere insieme il mandamento di Corleone. Iniziò una sorta di "guerra fredda" tra i due che si acutizzò nel corso di una faida a Villabate, in cui la famiglia Di Peri, appoggiata da Provenzano, si contrappose alla famiglia Montalto, appoggiata da Bagarella e dal suo alleato Giovanni Brusca.
Dopo l'arresto di Leoluca Bagarella nel 1995, Provenzano ha campo libero, iniziando così un nuovo corso in Cosa Nostra, in modo da poter avviare la cosiddetta "strategia della sommersione" che mirava a rendere Cosa nostra invisibile dopo gli attentati del 1992-93, limitando al massimo gli eccidi per non destare troppo l'attenzione delle autorità al fine di tornare a sviluppare gli affari. Tale strategia venne decisa nel corso di alcuni incontri a cui parteciparono lo stesso Provenzano insieme con i boss Benedetto Spera, Nino Giuffrè, Tommaso Cannella e il geometra Pino Lipari, il quale non era ritualmente "punciutu", ma poteva partecipare agli incontri perché era il prestanome più fidato di Provenzano e collettore delle tangenti versate dalle imprese per i grandi appalti. Tuttavia la corrente corleonese più oltranzista, capeggiata prima da Giovanni Brusca (arrestato ad Agrigento nel 1996) e poi da Vito Vitale (catturato nel 1998), d'accordo con Gesualdo La Rocca (della "famiglia" di Caltagirone) e con Santo Mazzei (della "famiglia" di Catania), tentò di estromettere Provenzano dal comando attraverso l'eliminazione di coloro che gli erano più vicini, come Lorenzo Vaccaro, rappresentante della provincia di Caltanissetta. Il tentativo di isolare Provenzano andò a vuoto con l'arresto di Vitale e di altri mafiosi del suo gruppo.
Nel novembre 1998 gli agenti del ROS dei Carabinieri condussero l'indagine denominata "Grande Oriente", che era partita dalle confidenze rese dal boss Luigi Ilardo (ucciso nel 1996 poco prima di ufficializzare la collaborazione con la giustizia) e portò all'arresto di 47 persone, accusate di attività illecite e di aver favorito la latitanza di Provenzano; tra gli arrestati figurarono anche due noti imprenditori, il villabatese Simone Castello, accusato di essere il suo "postino" di fiducia, e il bagherese Vincenzo Giammanco (parente del discusso magistrato Pietro Giammanco), accusato di essere prestanome di Provenzano nella gestione dell'impresa edile "Italcostruzioni S.p.A.".

### Anni 2000
Il 30 gennaio 2001 la Squadra Catturandi della Questura di Palermo irruppe in una masseria di Mezzojuso, pensando di trovarvi Provenzano ed invece arrestò Benedetto Spera e Nicola La Barbera, entrambi fedelissimi del boss corleonese. Il ROS dei Carabinieri accusò la Polizia di Stato di aver bruciato con quest'arresto una pista investigativa che stavano seguendo e che avrebbe portato sicuramente a Provenzano.
Nel gennaio del 2005 la DDA di Palermo coordinò l'indagine "Grande mandamento", condotta dagli agenti del Servizio Centrale Operativo e del ROS dei Carabinieri, che portò all'arresto di 46 persone nella provincia di Palermo, accusate di aver favorito la latitanza di Provenzano e di aver gestito il recapito dei pizzini destinati al latitante; l'indagine rivelò anche che nel 2003 alcuni mafiosi di Villabate avevano aiutato Provenzano a farsi ricoverare in una clinica di Marsiglia per un'operazione chirurgica alla prostata, fornendogli documenti falsi per il viaggio e il ricovero. Uno degli arrestati, Mario Cusimano (ex imprenditore di Villabate), cominciò a collaborare con la giustizia e rivelò agli inquirenti che la carta d'identità usata da Provenzano per andare a Marsiglia era stata timbrata da Francesco Campanella, ex presidente del consiglio comunale di Villabate: nel settembre 2005 anche Campanella cominciò a collaborare con la giustizia e confermò di essere stato lui a timbrare il documento. Un altro dei principali arrestati nell'operazione, Francesco Pastoia, ritenuto uno dei vivandieri di Provenzano, si suicidò impiccandosi nella sua cella nel carcere di Modena.
Nel 2006 si verificò un tentativo di depistaggio: il 31 marzo 2006 (undici giorni prima dell'arresto) il legale del boss latitante annunciò la morte del suo assistito, subito smentita dalla DIA di Palermo.

#### La cattura
Le indagini che portarono all'arresto di Provenzano si incentrarono sull'intercettazione dei "pizzini", i biglietti con cui comunicava con la compagna e i figli, con il nipote Carmelo Gariffo e con il resto del clan. Dopo l'intercettazione di questi pizzini e alcuni pacchi contenenti la spesa e la biancheria, movimentati da alcuni staffettisti di fiducia del boss, i poliziotti della Squadra mobile di Palermo guidati da Giuseppe Gualtieri e dal dirigente della Squadra Catturandi Renato Cortese riuscirono a identificare il luogo in cui si rifugiava. Individuato il casolare in contrada Montagna dei Cavalli, a soli 3 km da Corleone, gli agenti monitorarono il luogo per dieci giorni attraverso microspie e intercettazioni ambientali, per avere la certezza che all'interno vi fosse proprio Provenzano. L'11 aprile 2006 le forze dell'ordine decisero di eseguire il blitz e l'arresto, a cui Provenzano reagì senza opporre resistenza, limitandosi a chiedere che gli venisse fornito l'occorrente per le iniezioni che doveva effettuare in seguito all'operazione alla prostata. Il boss confermò la propria identità complimentandosi e stringendo la mano agli uomini della scorta e venne portato alla questura di Palermo.

Il questore di Palermo successivamente confermò che per giungere alla cattura le autorità non si erano avvalse né di pentiti né di confidenti. Il casolare (il proprietario del quale venne arrestato) in cui viveva Provenzano era arredato in maniera spartana, con il letto, un cucinino, il frigorifero e un bagno, oltre ad una stufa e la macchina per scrivere con cui il boss redigeva i pizzini.

Foto segnaletica di Bernardo Provenzano, eseguita dopo la cattura, l'11 aprile 2006

Dopo il blitz, venne portato alla questura di Palermo e poi al supercarcere di Terni, sottoposto al regime carcerario dell'art. 41-bis. Dopo un anno di carcere a Terni, a seguito di alcuni malumori degli agenti di Polizia Penitenziaria che si occupavano della sua detenzione, venne trasferito al carcere di Novara. Dal carcere di Novara tentò più volte di comunicare in codice con l'esterno. Il Ministero della giustizia decise allora di aggravare la durezza della condizione detentiva, applicandogli, in aggiunta al regime dell'art. 41-bis, il regime di "sorveglianza speciale" (14-bis) dell'ordinamento penitenziario, con ulteriori restrizioni, come l'isolamento in una cella in cui erano vietate televisione e radio portatile.

### Anni 2010
Il 19 marzo 2011 venne confermata la notizia che Bernardo Provenzano era affetto da un cancro alla vescica. Lo stesso giorno venne annunciato il suo trasferimento dal carcere di Novara a quello di Parma.
Il 15 marzo 2012, in un'intervista a Servizio pubblico, Angelo Provenzano, il primogenito del boss, espresse le sue perplessità circa il trattamento che lo Stato stava riservando al padre, il quale, ormai ridotto a un vegetale, stava vivendo un decadimento neurologico tale da non poter permettere la somministrazione di una chemioterapia per la sopravvenuta recrudescenza del tumore alla prostata.
Tra il 9 e il 10 maggio 2012 Provenzano avrebbe tentato il suicidio nel carcere di Parma infilando la testa in una busta di plastica con l'obiettivo di soffocarsi; il gesto venne sventato da un agente di polizia penitenziaria. Secondo fonti del Dipartimento dell'amministrazione penitenziaria sarebbe stata una messinscena: il boss avrebbe finto di volersi suicidare per irrobustire la tesi secondo la quale avrebbe avuto problemi mentali, nonostante le perizie a cui era stato sottoposto avessero dimostrato che era in grado di intendere e di volere.
Il 24 luglio dello stesso anno la Procura di Palermo, sotto Antonio Ingroia e in riferimento all'indagine sulla trattativa Stato-mafia, chiese il rinvio a giudizio di Provenzano e altri undici indagati accusati di concorso esterno in associazione di tipo mafioso e "violenza o minaccia a corpo politico dello Stato". Gli altri imputati erano i politici Calogero Mannino, Marcello Dell'Utri, gli ufficiali Antonio Subranni, Mario Mori e Giuseppe De Donno, i boss Giovanni Brusca, Salvatore Riina, Leoluca Bagarella e Antonino Cinà, il collaboratore di giustizia Massimo Ciancimino (accusato anche di calunnia) e l'ex ministro Nicola Mancino ("falsa testimonianza").
Il 23 maggio 2013 la trasmissione televisiva Servizio pubblico mandò in onda un video che ritraeva Provenzano nel carcere di Parma durante un colloquio con la compagna e il figlio minore, il 15 dicembre 2012. Nel video l'ex boss appariva fisicamente irriconoscibile, affaticato e mentalmente confuso, tanto da non riuscire a tenere in mano correttamente la cornetta del citofono per parlare con il figlio e nemmeno a spiegargli con chiarezza l'origine di un'evidente contusione al capo: prima dichiarava di essere stato vittima di percosse, poi di essere caduto accidentalmente. Il 26 luglio dell'anno seguente la Procura di Palermo diede il via libera alla revoca del regime dell'art. 41-bis a cui Provenzano era sottoposto, motivandola con le condizioni mediche.
A causa dell'aggravarsi della situazione clinica, il 9 aprile 2014 venne trasferito dal centro clinico degli istituti penitenziari di Parma all'Ospedale San Paolo di Milano, dove trascorse gli ultimi due anni della sua vita. Nell'estate 2015 la Cassazione riconfermò il regime di 41-bis presso la camera di massima sicurezza dell'ospedale milanese, respingendo l'istanza dei legali di Provenzano di spostarlo nel reparto riservato ai detenuti ordinari, in regime di detenzione domiciliare. Motivazione di questa decisione fu la tutela del diritto alla salute del detenuto, ritenendo la Corte Suprema che l'esposizione alla promiscuità dell'altro reparto (peraltro non attrezzato ad assicuragli un'assistenza sanitaria efficace come quella di cui godeva nella camera di massima sicurezza) l'avrebbe messo a "rischio sopravvivenza".
Provenzano morì all'ospedale San Paolo di Milano il 13 luglio 2016, all'età di 83 anni. Il questore di Palermo dispose che "per ragioni di ordine pubblico" venissero vietati i funerali (esequie in chiesa e corteo funebre) e qualsiasi altra cerimonia in forma pubblica, concedendo ai familiari di accompagnare la salma al cimitero di Corleone soltanto in forma privata. Compagna e figli optarono per farlo cremare a Milano, per poi traslare personalmente l'urna cineraria al cimitero di Corleone, dove il 18 luglio venne tumulata nella tomba di famiglia.
Dai primi omicidi con la banda di Luciano Liggio fino all'ultimo dibattimento Provenzano aveva accumulato 20 ergastoli, un isolamento diurno per 33 anni, una multa di 13 448,74 euro oltre le pene accessorie e le misure di sicurezza.
Il 26 ottobre 2018 la Corte europea dei diritti dell'uomo ha condannato la Repubblica Italiana per aver rinnovato il 41-bis a Bernardo Provenzano in punto di morte, violando, secondo i giudici, il diritto a non essere sottoposti a trattamenti inumani e degradanti.

## Processi
- Nel 1987, al Maxiprocesso di Palermo, Provenzano è stato condannato in primo grado all'ergastolo in contumacia come mandante di numerosi delitti (omicidi Di Cristina, Bontate, Inzerillo, Giuliano, Zucchetto, tentato omicidio di Contorno, uccisione dei parenti di Buscetta, Contorno e Giovannello Greco, stragi di via Carini e della circonvallazione, ecc.) insieme con Salvatore Riina, Michele Greco e altri[74][75].
- Nel 1994, altro ergastolo in contumacia per Provenzano come mandante dell'omicidio dei 3 pentiti Salvatore Anselmo, Mario Coniglio e Leonardo Vitale e per quello di Pietro Buscetta (un cognato di Tommaso Buscetta) insieme a Salvatore Riina, Francesco Madonia, Bernardo Brusca, Michele Greco e Giuseppe Calò[76][77].
- Nel 1995, nel processo per l'omicidio del tenente colonnello Giuseppe Russo, Provenzano venne condannato in contumacia all'ergastolo insieme con Salvatore Riina, Michele Greco e Leoluca Bagarella[78].
- Lo stesso anno, nel processo per gli omicidi dei commissari Beppe Montana e Antonino Cassarà, venne pure condannato in contumacia all'ergastolo insieme con Michele Greco, Bernardo Brusca, Francesco Madonia e Salvatore Riina.
- Seguì il processo per gli omicidi di Piersanti Mattarella, Pio La Torre e Michele Reina, nel quale gli viene inflitto un ulteriore ergastolo in contumacia insieme con Michele Greco, Bernardo Brusca, Salvatore Riina, Giuseppe Calò, Francesco Madonia e Nenè Geraci[79][80].
- Sempre nel 1995, nel processo-stralcio del Maxiprocesso per le stragi della circonvallazione e via Carini e gli omicidi del capo della mobile Boris Giuliano, e del professor Paolo Giaccone, Provenzano venne condannato all'ergastolo in contumacia insieme con Salvatore Riina, Giuseppe Calò, Bernardo Brusca, Francesco Madonia, Nenè Geraci e Francesco Spadaro[81].
- Nel 1997, nel processo per la strage di Capaci in cui persero la vita il giudice Giovanni Falcone, la moglie e la scorta, Provenzano venne condannato all'ergastolo in contumacia insieme con i boss Salvatore Riina, Pietro Aglieri, Bernardo Brusca, Giuseppe Calò, Raffaele Ganci, Nenè Geraci, Benedetto Spera, Nitto Santapaola, Salvatore Montalto, Giuseppe Graviano e Matteo Motisi[82][83].
- Lo stesso anno, nel processo per l'omicidio del giudice Cesare Terranova, Provenzano ricevette un altro ergastolo in contumacia insieme con Michele Greco, Bernardo Brusca, Giuseppe Calò, Nenè Geraci, Francesco Madonia e Salvatore Riina[84].
- Nel 1999 Provenzano venne condannato all'ergastolo in contumacia nel processo denominato "Borsellino-ter" contro i responsabili della strage di via D'Amelio, in cui persero la vita il giudice Paolo Borsellino e cinque dei suoi uomini di scorta; insieme con lui vennero condannati alla stessa pena i boss Giuseppe "Piddu" Madonia, Nitto Santapaola, Giuseppe Calò, Giuseppe Farinella, Raffaele Ganci, Nino Giuffrè, Filippo Graviano, Michelangelo La Barbera, Giuseppe Montalto, Salvatore Montalto, Matteo Motisi, Salvatore Biondo, Cristoforo Cannella, Domenico Ganci e Stefano Ganci[85][86].
- Nel 2000 subì un’ulteriore condanna in contumacia all'ergastolo insieme con Giuseppe Graviano, Leoluca Bagarella e Salvatore Riina per gli attentati dinamitardi del 1993 a Firenze, Milano e Roma[87].
- Nel 2002 ricevette un altro ergastolo in contumacia insieme con Salvatore Riina, Leoluca Bagarella, Raffaele Ganci, Francesco Madonia e Michele Greco per l'omicidio del giornalista Mario Francese[88][89].
- Nello stesso 2002 la Corte d'Assise di Caltanissetta condannò Provenzano in contumacia all'ergastolo per la strage di via Pipitone Federico (che uccise il giudice Rocco Chinnici, due carabinieri e il portiere dello stabile in cui abitava il magistrato) insieme con i boss Salvatore Riina, Raffaele Ganci, Antonino Madonia, Salvatore Buscemi, Nenè Geraci, Giuseppe Calò, Francesco Madonia, Salvatore e Giuseppe Montalto, Stefano Ganci e Vincenzo Galatolo[90][91][92].
- Nel 2007, la Corte d'assise d'appello di Palermo confermò la condanna di Provenzano all'ergastolo insieme a Totò Riina, Pietro Aglieri, Raffaele Ganci, Giuseppe Montalto e Giuseppe Lucchese nel processo denominato "Golden Market" per 35 omicidi avvenuti tra il 1986 e il 1991.[93][94]
- Nel 2008, la Cassazione rese definitivo l'ergastolo comminato a Provenzano insieme a quelli di Totò Riina, Giuseppe Lucchese, Pietro Aglieri e di tanti altri boss nel processo denominato "Agate Mariano + 56", nel quale dovevano rispondere di 77 omicidi compiuti da Cosa nostra tra il 1981 e il 1991, come la “strage delle donne di Bagheria” (sorella, madre e zia del pentito Marino Mannoia uccise) ed anche quello dell'imprenditore palermitano Libero Grassi, ucciso il 27 agosto del 1991[95][96].
- Nel 2009 ricevette un altro ergastolo insieme con Salvatore Riina per la strage di viale Lazio[97][98].
- Nel 2010, la Corte d'Assise di Agrigento condannò all'ergastolo Provenzano insieme con Totò Riina per la strage di San Giovanni Gemini (il boss Gigino Pizzuto e i due innocenti Michele Cimminnisi e Vincenzo Romani, massacrati)[99].

## Controversie

### I mancati arresti e presunte coperture alla latitanza
Il 31 ottobre 1995 il boss Luigi Ilardo (reggente mafioso della provincia di Caltanissetta in sostituzione del cugino detenuto Giuseppe "Piddu" Madonia) divenne confidente del colonnello Michele Riccio del ROS e gli rivelò che avrebbe incontrato Provenzano in un casolare nei pressi di Mezzojuso; Riccio allertò il colonnello Mario Mori ma non gli furono forniti uomini e mezzi adeguati per intervenire, cosicché non riuscì a localizzare con esattezza il casolare indicato da Ilardo. Successivamente, il 10 maggio 1996, poco dopo aver cominciato la sua collaborazione con la giustizia, Ilardo venne ucciso. Riccio accusò Mori e i suoi superiori di aver trattato la faccenda con superficialità, dando inizio a varie inchieste giudiziarie che ancora non hanno chiarito la vicenda. Infatti, secondo l'ipotesi accusatoria della Procura di Palermo, il colonnello Mori avrebbe instaurato una trattativa con Provenzano attraverso l'ex sindaco Vito Ciancimino garantendogli la latitanza in cambio di giungere alla cattura di Totò Riina e quindi ad una sospensione della strategia stragista attuata all'epoca da Cosa nostra. Secondo Mori non ci sarebbe stata nessuna trattativa e nessuna promessa di ammorbidire il trattamento riservato ai mafiosi (cancellazione del carcere duro, revisione dei processi, riforma della legge sui collaboratori) ma solo un tentativo di attivare delle fonti confidenziali per arrivare ad arrestare i latitanti, in particolare Riina e Provenzano. A fare da cerniera tra gli ufficiali del ROS e Cosa nostra sarebbe stato proprio Vito Ciancimino e secondo suo figlio Massimo uno degli interlocutori del padre sarebbe stato Provenzano poiché riteneva che le stragi si sarebbero potute fermare solamente rendendo inoffensivo Riina. Provenzano, secondo Ciancimino jr, avrebbe poi contribuito alla cattura di Riina in cambio di una sostanziale impunità. Sempre Massimo Ciancimino raccontò di aver ricevuto personalmente da Provenzano una busta contenente alcune mappe con indicato il covo del boss e di averla consegnata al padre. Successivamente il capitano De Donno (ex ufficiale del ROS imputato al processo) lo avrebbe chiamato dal carcere e avrebbe passato suo padre che gli avrebbe detto di consegnargli le buste.
Tuttavia questo impianto accusatorio non venne ritenuto verosimile ed infatti Mori (divenuto generale) e il colonnello Obinu, suo collaboratore, sono stati assolti in tutti e tre i gradi di giudizio dall'accusa di aver favorito la latitanza di Provenzano "perché il fatto non costituisce reato".
Fu persa poi un'altra occasione per stroncare la latitanza del boss quando il 22 luglio 1993 si consegnò spontaneamente ai Carabinieri Salvatore Cancemi, reggente del "mandamento" di Porta Nuova, e decise di collaborare con la giustizia, dichiarando che la mattina successiva avrebbe dovuto incontrarsi con il latitante Pietro Aglieri (capo del "mandamento" di Santa Maria di Gesù), per poi raggiungere Provenzano in una località segreta, offrendosi di aiutarli a organizzare una trappola; l'informazione però venne considerata non veritiera dai Carabinieri, i quali erano convinti che Provenzano fosse morto poiché dopo un decennio la moglie e i figli erano tornati a vivere e a lavorare a Corleone, decidendo quindi di non sfruttare l'occasione.
Nel novembre 2003 venne arrestato l'imprenditore Michele Aiello, accusato di essere il prestanome di fiducia di Provenzano: infatti, secondo il collaboratore di giustizia Nino Giuffrè, Provenzano aveva investito denaro sporco nella clinica Villa Santa Teresa, centro oncologico all'avanguardia a Bagheria di proprietà di Aiello. L'indagine vide anche coinvolti e condannati due marescialli in servizio alla Direzione distrettuale antimafia di Palermo accusati di essere delle "talpe" (Giorgio Riolo del ROS dei Carabinieri e Giuseppe Ciuro della Guardia di Finanza) e portò all'incriminazione e alla condanna per favoreggiamento dell'allora Presidente della Regione Siciliana Salvatore Cuffaro, accusato di aver fatto arrivare ad Aiello le informazioni fornite dalle "talpe" sulle indagini in corso finalizzate alla ricerca di Provenzano. Per queste ragioni, nel 2011 anche Aiello verrà condannato in via definitiva a quindici anni e mezzo di carcere per associazione di tipo mafioso, corruzione e accesso abusivo alla rete informatica della Procura.

### Legami con la politica

#### Giuseppe Provenzano
Nel 1984 venne emesso un mandato di cattura firmato da Giovanni Falcone nei confronti di Giuseppe Provenzano, commercialista e docente di Economia e commercio presso l'Università degli Studi di Palermo, accusato di avere collaborato per anni all'amministrazione dei beni e del denaro della signora Saveria Benedetta Palazzolo, di professione camiciaia e nullatenente, compagna di Bernardo Provenzano, per somme di denaro che si aggirano nell'ordine di diversi miliardi di lire. 
Dopo meno di una settimana lo stesso Giovanni Falcone lo scagionerà e ordinerà il suo rilascio in quanto estraneo ai fatti a lui contestati.
La sentenza di proscioglimento del giudice Giuseppe Di Lello, appartenente al pool antimafia, così recita al proposito:
(Tribunale di Palermo, Ufficio istruzione, sentenza ordinanza contro Cattaneo Renzo + 23, 23 novembre 1989)
Nel 1996 Giuseppe Provenzano venne eletto Presidente della Regione siciliana e, lo stesso anno, venne nuovamente accusato di avere avuto legami con Bernardo Provenzano dal collaboratore di giustizia Francesco Di Carlo, dichiarazioni che però non produssero conseguenze giudiziarie.

#### Rapporti con Dell'Utri e Berlusconi
Nel 2002 il collaboratore di giustizia Nino Giuffrè dichiarò che nell'ottobre-novembre 1993 Provenzano attivò alcuni canali per arrivare a Marcello Dell'Utri e Silvio Berlusconi in vista della nascita di Forza Italia per presentare una serie di richieste su alcuni argomenti che interessavano Cosa Nostra: revisioni di processi di mafia e della legge sui sequestri di beni, modifiche all'articolo 41-bis del regime carcerario. Queste accuse furono bollate da Dell'Utri e Berlusconi come calunnie. Secondo alcune intercettazioni ambientali, Dell'Utri avrebbe beneficiato dei voti di uomini vicini a Provenzano alle elezioni europee del 1999. Dell'Utri è stato condannato in via definitiva a sette anni di carcere per concorso esterno in associazione mafiosa ma assolto per le "condotte successive al 1992, perché il fatto non sussiste".

#### Giovanni Mercadante
Nel 2015 divenne definitiva la condanna a dieci anni e otto mesi di carcere per associazione mafiosa nei confronti di Giovanni Mercadante, medico radiologo e deputato regionale di Forza Italia, accusato di avere assistito Bernardo Provenzano e la compagna Saveria Benedetta Palazzolo nelle cure mediche e, in cambio, avrebbe ottenuto i voti e gli appoggi elettorali di Cosa Nostra.

#### Presunti rapporti con la sinistra e le cooperative rosse
Nel 1998 i risultati dell'indagine "Trash", condotta dalla Procura di Palermo su un giro di appalti truccati relativi allo smaltimento dei rifiuti, dimostrarono che Provenzano sarebbe stato pure in buoni rapporti con ambienti di sinistra, in base a una "politica di alleanze" aperta e flessibile, in netta contrapposizione a Totò Riina, le cui frequentazioni erano circoscritte all'ambito delle forze governative, e in particolare alla Democrazia Cristiana, come rivelato dal collaboratore di giustizia Angelo Siino (definito il "ministro dei lavori pubblici di Cosa Nostra"), le cui dichiarazioni furono decisive nell'indagine. Uno degli arrestati, l'imprenditore laziale Romano Tronci, dirigente dell'impresa De Bartolomeis (vicina al PCI e al mondo delle cooperative rosse) e in rapporti con Vito Ciancimino (e quindi con Provenzano) "rappresentava "i comunisti" e, pertanto, offriva un'ottima copertura essendo in grado di far passare, senza particolare opposizione, le delibere relative agli appalti nelle sedi competenti". Nel 2007 Tronci venne condannato in primo grado a 10 anni di reclusione ma assolto dalla Corte di Appello di Palermo nel marzo 2010.
Nel 2003 venne arrestato Antonino Fontana, già vicesindaco di Villabate e dirigente regionale del PCI negli anni '80, con l'accusa di concorso esterno in associazione mafiosa per aver pilotato appalti pubblici per conto di personaggi vicini a Provenzano, come l'imprenditore Simone Castello, ex militante del PCI e in affari con le cooperative rosse, già condannato in via definitiva nel processo "Grande Oriente" come "postino" e luogotenente del superlatitante. Nel 2013 Fontana venne assolto da tutte le accuse "perché il fatto non sussiste" ed ottenne un risarcimento di 60.000 euro per ingiusta detenzione.

### Presunti legami con la massoneria deviata
Le testimonianze sulle commistioni di Provenzano con il mondo massonico si basano esclusivamente sulle dichiarazioni di alcuni collaboratori di giustizia, che però non hanno mai trovato conferma ufficiale: secondo Francesco Di Carlo, il boss corleonese sarebbe entrato in contatto con la massoneria attraverso il suo commercialista di fiducia Giuseppe Mandalari, 33º grado del Rito scozzese antico ed accettato. Racconta Gioacchino Pennino che nel 1981 Provenzano sarebbe stato messo addirittura a capo di una super loggia segreta, la Terzo Oriente, in sostituzione di Stefano Bontate per espressa volontà di Licio Gelli.
Nel 2005 iniziò a collaborare con la giustizia Francesco Campanella, consigliere comunale di Villabate e uno dei fiancheggiatori di Provenzano, iscritto alla loggia Triqueta del Grande Oriente d'Italia, il quale affermò «che esisteva un terzo livello di soggetti in relazione direttamente con Bernardo Provenzano, all’epoca, che consentiva alla mafia di avere benefici a livello di informazione da forze dell’ordine, magistrati, servizi segreti, ecc. [...]. Informazioni di prim’ordine [...] a un terzo livello dove c’era di mezzo la massoneria».

### Il caso di Attilio Manca
Nel gennaio 2005 furono pubblicate le intercettazioni di Francesco Pastoia, capo-famiglia di Belmonte Mezzagno ed uno dei fedelissimi di Provenzano, che parlava del viaggio del boss a Marsiglia nel 2003 per un intervento chirurgico alla prostata e che, per questo motivo, fu assistito da un urologo in uno dei suoi covi. Il 28 gennaio 2005 Pastoia fu trovato impiccato nella sua cella, ufficialmente per suicidio. Effettivamente risultò che nel 2003 Provenzano fu operato alla prostata alla clinica "La Ciotat" di Marsiglia da un'équipe medica composta da Philippe Barnaud e dagli specialisti Breton e Bonin. Secondo i genitori dell'urologo siciliano Attilio Manca (trovato morto nel suo appartamento a Viterbo l'11 febbraio del 2004, ufficialmente come suicidio per overdose da eroina e barbiturici), lo specialista che avrebbe curato Provenzano prima o dopo l'operazione di cui si parla nelle intercettazioni di Pastoia sarebbe proprio loro figlio, che infatti nel novembre 2003 si trovava a Marsiglia per impegni lavorativi. Questa versione, tuttavia, è stata rifiutata dal procuratore nazionale antimafia Pietro Grasso, secondo il quale l'urologo sarebbe del tutto estraneo all'intervento chirurgico di Provenzano.
Alla fine del 2008 la procura di Viterbo riaprì le indagini sulla morte di Manca e, dopo quattro archiviazioni, nel 2014 il GIP di Viterbo rinviò a giudizio Monica Mileti, la spacciatrice che avrebbe venduto la dose di eroina a Manca per il presunto suicidio. La Mileti è stata condannata in primo grado ma assolta in appello nel 2021.
Nel 2018 una relazione di minoranza presentata alla Commissione parlamentare antimafia da alcuni deputati del Movimento 5 Stelle sosteneva apertamente la tesi dell'omicidio di Manca.
Nel 2022 un'altra relazione presentata dalle deputate Piera Aiello e Stefania Ascari ed approvata all'unanimità dalla Commissione parlamentare antimafia affermava che la morte di Manca "sia imputabile ad un omicidio di mafia e che l’associazione mafiosa che ne ha preso parte (non è chiaro se nel ruolo di mandante o organizzatrice o esecutrice) sia da individuarsi in quella facente capo alla famiglia di Barcellona Pozzo di Gotto", luogo dove Provenzano avrebbe trascorso parte della sua latitanza.

## Famiglia
Bernardo Provenzano è stato sentimentalmente legato a Saveria Benedetta Palazzolo, con cui non ha mai contratto matrimonio, ma ha convissuto durante gran parte della propria latitanza. Saveria Benedetta Palazzolo fece da prestanome a Provenzano in numerose società immobiliari e nel 1983 riuscì a sfuggire a un tentativo d'arresto da parte della polizia, rendendosi irreperibile e condividendo la latitanza con il compagno.
La coppia ha avuto due figli:
- Angelo Provenzano, nato il 5 settembre 1975;
- Francesco Paolo Provenzano, nato il 16 aprile 1982.

La signora Palazzolo e i figli hanno vissuto in latitanza fino al 1992; poi, la primavera di quell'anno, hanno fatto improvvisamente ritorno a Corleone. Tra il 2000 e il 2009 il figlio Angelo è stato più di una volta sotto inchiesta per mafia (la sua lavanderia fu sequestrata), ma tutte si sono concluse senza alcuno sviluppo giudiziario.
Il figlio Francesco Paolo non ha seguito le orme criminali del padre: nel 2005, a 23 anni, si è infatti laureato in Lingue e culture moderne all'Università degli Studi di Palermo, per poi ottenere l'assegnazione di una borsa di studio erogata dal Ministero dell'Istruzione, dell'Università e della Ricerca per la promozione della cultura italiana all'estero, che gli è valsa un posto come assistente di lingua italiana in un prestigioso liceo tedesco.

## Impatto culturale
- Nel 2000 esce il film Placido Rizzotto di Pasquale Scimeca dove un giovane Bernardo Provenzano compare accanto a Luciano Liggio come uno degli assassini del sindacalista di Corleone. Il film viene presentato alla Mostra del Cinema di Venezia.
- Il 30 marzo 2006 è uscito nelle sale cinematografiche il film di Marco Amenta Il fantasma di Corleone, un documentario-fiction su Provenzano che verrà messo in onda anche dalla Rai.
- Il 14 febbraio 2007 è andato in onda su Rai 1 il film TV L'ultimo dei Corleonesi, dove viene raccontata la storia di Luciano Liggio, Salvatore Riina e Provenzano fino alla cattura di quest'ultimo, che nella fiction ha il volto di David Coco.
- Il 15 febbraio 2007 va in onda su Rai 3 la docufiction Scacco al re - La cattura di Provenzano dove viene raccontato il lavoro che è stato fatto per catturare Provenzano con filmati e registrazioni originali.
- Dal 25 ottobre 2007 al 29 novembre 2007 è stata trasmessa su Canale 5 la miniserie televisiva in sei puntate Il capo dei capi, che ripercorre le vicende della vita di Salvatore Riina e del suo amico e socio in affari Bernardo Provenzano, il quale è interpretato dall'attore siciliano Salvatore Lazzaro.
- Il 13 e il 14 gennaio 2008 da parte di Mediaset è stata trasmessa una miniserie televisiva in due puntate, prodotta da Taodue, sugli ultimi anni di latitanza di Provenzano, dal 2001 al 2006, intitolata L'ultimo padrino con Michele Placido nel ruolo del super boss mafioso.
- Nella seconda e terza stagione, rispettivamente nel 2020 e nel 2021, della serie tv Il cacciatore trasmessa su Rai 2, tratta dal romanzo autobiografico Cacciatore di mafiosi del magistrato Alfonso Sabella, Provenzano viene interpretato da Marcello Mazzarella.